# دهستان ایلات قاقازان غربی
دهستان ایلات قاقازان غربی نام دهستانی در بخش کوهین شهرستان قزوین، استان قزوین در ایران است. براساس سرشماری مرکز آمار ایران در سال ۱۳۸۵، جمعیت آن  ۶،۱۳۳ نفر (۱،۳۹۹ خانوار) بوده‌است.